# Korytarz zangezurski

Mapa wyjaśniająca porozumienie o zawieszeniu broni w Górskim Karabachu 2020. Rzekomy „korytarz” łączący Azerbejdżan z jego eksklawą Nachiczewan jest zaznaczony na Armenii (kolor pomarańczowy) zieloną strzałką.

Korytarz zangezurski (orm. Զանգեզուրի միջանցք/Zangezuri midżanck; azer.: Zəngəzur koridoru lub Zəngəzur dəhlizi), czasami nazywany także Korytarz Nachiczewan (orm.: Նախիջևանի միջանցք/Nachidżewani midżanck; azer. Naxçıvan koridoru lub Naxçıvan dəhlizi) – korytarz transportowy, który ma łączyć Autonomiczną Republikę Nachiczewańską z resztą Azerbejdżanu przez region Sjunik w Armenii. Władze Azerbejdżanu wywodzą tę koncepcję z dziewiątej kadencji porozumienia o zawieszeniu broni w Górskim Karabachu w 2020 r., które zakończyło wojnę w Górskim Karabachu w 2020 r. 10 listopada 2020 r. Porozumienie o zawieszeniu broni wspomina o połączeniach transportowych i łączności, jednak nie zawiera słów „korytarz” lub „Zangezur”. Tekst porozumienia o zawieszeniu broni opublikowany na oficjalnej stronie Kremla stwierdza, że:

Wszystkie połączenia gospodarcze i transportowe w regionie zostaną odblokowane. Republika Armenii zapewni bezpieczeństwo połączeń transportowych między zachodnimi regionami Republiki Azerbejdżanu a Autonomiczną Republiką Nachiczewańską w celu zapewnienia swobodnego przepływu osób, pojazdów i ładunku w obu kierunkach. Za nadzór nad połączeniami transportowymi odpowiada Służba Graniczna Federalnej Służby Bezpieczeństwa Federacji Rosyjskiej.

Zgodnie z ustaleniami Stron zostaną zbudowane nowe połączenia transportowe w celu połączenia Nachiczewańskiej Republiki Autonomicznej i zachodnich regionów Azerbejdżanu.

Przed porozumieniem o zawieszeniu broni połączenia lotnicze i lądowe między Azerbejdżanem a jego Nachiczewańską Republiką Autonomiczną (NRA), która jest eksklawą, musiały odbywać się przez terytorium Turcji i Iranu. Azerbejdżan zwrócił uwagę na kilka korzyści, jakie korytarz zangezurski mógłby przynieść na poziomie krajowym (Azerbejdżan) i regionalnym (Kaukaz), takie jak niższe koszty transportu i czas podróży, rozwój turystyki i handlu oraz większe bezpieczeństwo podczas wykonywania wszelkich tych działań.
W czasach radzieckich istniały dwa połączenia kolejowe łączące Nachiczewańską Republikę Autonomiczną z głównym terytorium Azerbejdżanu. Krótsza linia, która przebiegała przez region Sjunik, została zbudowana w 1941 roku, natomiast linia przez Iczewan i Kazach została zbudowana w latach 80. jako alternatywna trasa łącząca Erywań z Baku. Obie linie zostały porzucone w 1992 roku. Podczas gdy Azerbejdżan woli przywrócić linię przez Sjunik, Armenia wolałaby linię Kazach–Iczewan. Koszt odbudowy tej ostatniej jest jednak wyższy – według szacunków przywrócenie ruchu na trasie Zangilan–Meghri–Nachiczewan kosztowałoby około 250 milionów dolarów, podczas gdy trasa przez Iczewan kosztowałaby 450 milionów dolarów.
Prezydent Azerbejdżanu İlham Əliyev 21 kwietnia 2021 r. w wywiadzie w AzTV powiedział, że „wdrażamy korytarz zangezurski, czy Armenia tego chce, czy nie”, a gdyby nie chciała, Azerbejdżan „zdecyduje o tym siłą”. Əliyev powiedział też, że „naród azerbejdżański wróci do zabranego nam 101 lat temu Zangezuru”. Te deklaracje spotkały się w Armenii ze złym odzewem. Obrońca praw człowieka Armenii Arman Tatoyan powiązał te „akty zastraszania” z ludobójstwem Ormian. Rzecznik Ministerstwa Spraw Zagranicznych Armenii Anna Naghdalyan powiedziała: „Armenia podejmie wszelkie niezbędne kroki, aby chronić swoją suwerenność i integralność terytorialną”. Premier Armenii Nikol Paszynian podkreślił, że w trójstronnym oświadczeniu z 9 listopada nie ma ani słowa „Zangezur” (czyli region Sjunik w Armenii), ani słowa „korytarz”, a porozumienie dotyczy jedynie odblokowania komunikacji regionalnej.